# (5363) Kupka
(5363) Kupka ist ein Asteroid des inneren Hauptgürtels, der am 19. Oktober 1979 von dem tschechischen Astronomen Antonín Mrkos am Kleť-Observatorium (IAU-Code 046) bei Český Krumlov entdeckt wurde. Sichtungen des Asteroiden hatte es vorher schon gegeben: am 23. Dezember 1949 unter der vorläufigen Bezeichnung 1949 YE am französischen Observatoire de Nice und am 9. und 10. Mai 1978 (1978 JS3) am Palomar-Observatorium in Kalifornien.
Der italienische Astronom Vincenzo Zappalà definiert in einer Publikation von 1995 (et al.) eine Zugehörigkeit von (5363) Kupka zur Flora-Familie, einer großen Gruppe von Asteroiden, die nach (8) Flora benannt ist. Asteroiden dieser Familie bewegen sich in einer Bahnresonanz von 4:9 mit dem Planeten Mars um die Sonne. Die Gruppe wird auch Ariadne-Familie genannt, nach dem Asteroiden (43) Ariadne.
(5363) Kupka wurde am 4. Mai 1999 auf Vorschlag der tschechischen Astronomin Jana Tichá nach dem tschechischen Maler František Kupka (1871–1957) benannt.